# 박상운 (가수)
박상운은 대한민국의 가수다.

## 방송
- 히든싱어 6 (2020) - 설운도 편 5위

## 음반
- 날 떠나 행복하다면 (2007)
- 무아 Ver.2 (2009)
- Park 상운 1st Album (2010)
- 사랑과 이별 (2012)
- 아무래도 New (2013)
- 고백 (2013)
- 순천만 테마노래 (The Bridge) (2015)
- 영도 테마 노래 (2015)